# Пак У Сан
Пак Усан (кор. 박우상; 30 мая 1985, Сеул, Южная Корея) — южнокорейский профессиональный хоккеист. Нападающий клуба азиатской хоккейной лиги «Анян Халла» и сборной Южной Кореи по хоккею с шайбой.

## Биография
Пак Усан родился в столице Южной Кореи Сеуле в 1985 году. С 2002 по 2004 год выступал в студенческом чемпионате Южной Кореи по хоккею с шайбой за университетскую команду Старшей школы Кёнсон, с 2004 по 2008 года — за команду университета Ёнсе. В 2003 году сыграл за юниорскую сборную Южной Кореи во втором дивизионе чемпионата мира. В 2005 году сыграл на молодёжном чемпионате, в том же году был вызван в основную команду и сыграл 5 матчей во втором дивизионе взрослого чемпионата мира, забил 1 раз и 1 раз отдал голевую передачу. В 2007 году сыграл во втором дивизионе первенства планеты 4 матча, трижды забил и 6 раз ассистировал партнёрам при взятии ворот. В 2008 году сборная Южной Кореи выступала в первом дивизионе, Усан сыграл там 5 игр и забил одну шайбу, а также дважды отдал голевой пас. В 2008 году подписал контракт с клубом азиатской лиги «Анян Халла».
В сезоне 2008/09 в азиатской лиге сыграл 35 матчей в регулярном сезоне, где забил 11 голов и 28 раз отдал голевую передачу. В плей-офф провёл 7 матчей, дважды забил и 5 раз помог своим соклубникам забросить шайбу. За сезон 2009/10 отыграл 36 матчей, забил 13 шайб и 33 раза отметился голевой передачей в регулярном сезоне. В серии плей-офф сыграл 9 матчей, забросил 5 шайб и 6 раз отдал голевой пас, и в составе клуба впервые стал победителем Азиатской хоккейной лиги. За сборную в первом дивизионе чемпионата мира 2010 года дважды забил и трижды ассистировал партнёрам по сборной.
В сезоне 2010/11 в составе «Анян Халла» стал двукратным победителем азиатской лиги, в регулярном турнире в 36 играх забил 8 шайб и 26 раз отдал голевой пас. В плей-офф за 4 игры записал на свой счёт одну забитую шайбу. За сборную в этом году провёл 4 матча, где единожды забил. 30 октября 2011 года подписал контракт с английской командой «Ковентри Блэйз».
В британской элитной лиге провёл 1 сезон, 2011/12. За 43 матча забил 7 шайб и отдал 17 голевых передач. В плей-офф за 2 игры набрал 1 очко за заброшенные шайбы. За сборную также сыграл 5 матчей, набрав по 2 очка за голы и голевые передачи. В сезоне 2012/13 вернулся в «Анян Халла». Сыграл 20 игр, забросил 7 шайб и 14 раз отдал голевой пас. На первенстве мира сыграл 5 матчей за сборную Южной Кореи, 3 раза отдал голевые передачи. На квалификации к Олимпийским играм 2014 года сыграл также 3 матча.
Сезон 2013/14 провёл в другом корейском клубе, «Тэмён-санму». Сыграл 40 матчей, 30 раз поразил ворота соперника и 27 раз ассистировал при взятии ворот одноклубниками. В первом дивизионе чемпионата мира 2014 года сыграл 5 матчей и забил 1 гол.
В сезоне 2014\15 вновь выступал за «Анян Халла», на этот раз в роли капитана клуба. В 26 играх регулярного сезона 9 раз забросил шайбу и 18 раз отдал голевую передачу, в плей-офф сыграл ещё 6 матчей, где отметился двумя шайбами и одним голевым пасом. На чемпионате мира также выступал с капитанской повязкой, сыграл 5 игр и набрал 4 очка (1 гол и 3 голевые передачи).
В сезоне 2015/16 за 48 игр забросил 19 шайб и 28 раз помогал напарникам забить гол в ворота соперника. В плей-офф в восьми матчах забил 2 гола и отдал 3 голевые передачи, чем помог клубу стать чемпионом, а себе — трёхкратным победителем лиги Азии. В первом дивизионе чемпионата мира сыграл 5 матчей, отличиться не сумел.